# Țările de Jos la Concursul Muzical Eurovision 2010
Țările de Jos participă la concursul muzical Eurovision 2010. Melodia ce le va reprezenta a fost compusă de Pierre Kartner. În urma concursului numit Nationaal Songfestival 2010, finala căruia a avut loc la 7 februarie 2010, a fost aleasă interpreta Sieneke Peeters. 